# Пстрошиці-Другі
Пстрошиці-Другі (пол. Pstroszyce Drugie) — село в Польщі, у гміні Мехув Меховського повіту Малопольського воєводства.
Населення — 163 особи (2011).
У 1975-1998 роках село належало до Келецького воєводства.

## Демографія
Демографічна структура станом на 31 березня 2011 року:
|          | Загалом | Допрацездатний вік | Працездатний вік | Постпрацездатний вік |
| -------- | ------- | ------------------ | ---------------- | -------------------- |
| Чоловіки | 74      | 14                 | 45               | 15                   |
| Жінки    | 89      | 23                 | 41               | 25                   |
| Разом    | 163     | 37                 | 86               | 40                   |